# Cristóbal de Olid

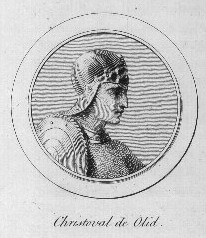
Cristóbal de Olid

Cristóbal de Olid (* 1487 in Saragossa; † 1524 in Naco, Honduras) war ein spanischer Abenteurer, Konquistador und Rebell.
Als einer der Hauptleute von Hernán Cortés spielte er eine tragende Rolle bei der Eroberung von Mexiko und Honduras. Cristóbal de Olid wuchs im Haushalt des Statthalters von Kuba, Diego Velázquez de Cuéllar auf. Im Jahre 1518 sandte Velázquez Cristóbal de Olid aus, Juan de Grijalva zu entsetzen. Doch ein Orkan beschädigte das Schiff von Olid, und so kehrte er nach Kuba zurück.

## Leben

### Die Eroberung von Mexiko
Im Jahr 1519 stach er mit der Flotte von Hernán Cortés wieder in See und nahm teil an der Eroberung Mexikos. Gemeinsam mit Cortés kämpfte er bei Cempoala gegen die Übermacht von Pánfilo de Narváez und war einer der Überlebenden der Noche Triste.
Er nahm am 14. Juli 1520 an der Schlacht von Otumba teil. Während der Belagerung von Tenochtitlán wurde er mehrfach verwundet. Cortés ernannte ihn darauf zum Generalquartiermeister. Da er sich bei den Kämpfen sehr bewährt hatte, schickte Cortés ihn nach dem Fall von Tenochtitlán in die Provinzen. Dort schlug er erfolgreich Aufstände der Einheimischen nieder.

### Honduras
Nachdem er sich mit einer portugiesischen Dame verheiratet hatte, machte Cortés Cristóbal de Olid im Jahr 1523 zum Führer einer Expedition nach Honduras. Auf seiner Reise machte er jedoch Station in Havanna, wo er auf seinen alten Dienstherren Diego Velázquez de Cuéllar traf. Beide wurden sich einig, dass sie gemeinsam Honduras erobern und dann vom Kaiser die Statthalterschaft erbitten wollten. Cristóbal de Olid war Cortés völlig ergeben gewesen, solange er in Mexiko gelebt hatte. Jetzt hörte er auf Velázquez, erklärte seine Unabhängigkeit von Cortés und begann, Honduras für sich selbst zu erobern. Er landete am 3. Mai 1523 in der Bucht von Honduras beim heutigen Hafen Puerto Cortés und gründete die Stadt Triunfo de la Cruz (heute Tela).

### Rebellion und Tod
Als Cortés von der Rebellion Olids erfuhr, sandte er Francisco de Las Casas mit zwei Schiffen nach Honduras, um Cristóbal de Olid gefangen zu nehmen. Mit Glück konnte Olid dieser Gefangennahme entgehen und nahm seinerseits Las Casas gefangen. Doch bei einer friedlichen Zusammenkunft zog Las Casas einen Dolch und verwundete Cristóbal de Olid schwer, nahm ihn fest und ließ ihn auf dem Marktplatz von Naco enthaupten.